# Преобразование цвета
Преобразование цвета — функция, которая сопоставляет (преобразует) цвета одного (исходного) изображения с цветами другого (целевого) изображения. Цветовым картированием может называться алгоритм, в результате которого получается функция картирования, или алгоритм, преобразующий цвета изображения. Цветовое отображение также иногда называют функцией передачи цвета или, если речь идет о полутоновых изображениях, функцией передачи яркости (brightness transfer function, BTF); его также можно назвать фотометрической калибровкой камеры или радиометрической калибровкой камеры.

## Алгоритмы
Существует два типа алгоритмов цветового отображения: те, которые используют статистику цветов двух изображений, и те, которые полагаются на заданное соответствие пикселей между изображениями.
Примером алгоритма, использующего статистические свойства изображений, является сопоставление гистограмм. Это классический алгоритм для сопоставления цветов, который страдает от проблемы чувствительности к различиям в содержании изображения. Более новые алгоритмы, основанные на статистике, решают эту проблему. Примером такого алгоритма является корректировка среднего и стандартного отклонения каналов Lab двух изображений.
Общим алгоритмом для вычисления цветового отображения при заданном соответствии пикселей является построение совместной гистограммы (см. также матрицу совместной встречаемости) двух изображений и нахождение отображения с помощью динамического программирования на основе значений совместной гистограммы.
Если пиксельное соответствие не задано, а содержание изображений различно (из-за разной точки зрения), статистику соответствующих областей изображения можно использовать в качестве входных данных для алгоритмов, основанных на статистике, таких как сопоставление гистограмм. Соответствующие области могут быть найдены путем обнаружения соответствующих характеристик.

## Применения
Преобразование цвета может служить двум различным целям: одна — калибровка цветов двух камер для дальнейшей обработки с использованием двух или более образцов изображений, вторая — настройка цветов двух изображений для обеспечения визуальной совместимости. Калибровка цвета является важной задачей предварительной обработки в приложениях компьютерного зрения. Многие приложения одновременно обрабатывают два или более изображений и, следовательно, нуждаются в калибровке их цветов. Примерами таких приложений являются: различие изображений, регистрация, распознавание объектов, многокамерное слежение, совместная сегментация и реконструкции стерео.
Калибровка цвета является важной задачей предварительной обработки в приложениях компьютерного зрения. Многие приложения одновременно обрабатывают два или более изображений и поэтому нуждаются в калибровке их цветов. Примерами таких приложений являются: различение изображений, регистрация, распознавание объектов, многокамерное отслеживание, сегментация и реконструкции стереоснимков.